# Mahmoud Râqi

Districts de la province de Kapissa.

Mahmoud Raqi est un district dans la province de Kapisa, dans l'est de l'Afghanistan. Sa capitale est Mahmoud-é-Râqi.
Il est bordé au nord par les districts de Kohistan Hesa Awal, Koh Band, Nijrab (d'ouest en est) et à l'est par celui de Tagab.

## Districts
- Alasay
- Hesa Duwum Kohistan
- Koh Band
- Kohistan Hesa Awal
- Mahmoud Râqi
- Nijrab
- Tagab